# Pristimantis bicolor
Pristimantis bicolor é uma espécie de anfíbio  da família Craugastoridae. É endémica da Colômbia. Os seus habitats naturais são: regiões subtropicais ou tropicais húmidas de alta altitude e rios. Está ameaçada por perda de habitat.